# Chris Hogan
Christopher James Hogan (nascido em 24 de outubro de 1988) é um jogador de futebol americano que joga como wide receiver no New Orleans Saints da National Football League (NFL). Ele jogou futebol americano universitário na Universidade de Monmouth. Antes de sua carreira no futebol, ele jogou lacrosse na Penn State.
Juntando-se a NFL como um agente livre não-draftado em 2011, Hogan não jogou em um jogo de temporada regular até 2012 como um membro do Buffalo Bills. Antes foi contratado pelo San Francisco 49ers, pelo New York Giants e pelo Miami Dolphins, mas não chegou a jogar por essas equipes. 
Depois de quatro temporadas com o Bills, Hogan assinou um contrato de três anos com os Patriots, fazendo duas aparições no Super Bowl e ajudando a equipe a vencer o Super Bowl LI em 2017.
Durante seu tempo com os Dolphins, Hogan apareceu proeminentemente na temporada de 2012 na série Hard Knocks da HBO depois que Reggie Bush o apelidou de "7-Eleven" porque ele estava "sempre aberto".

## Carreira da escola secundária
Nascido e criado em Wyckoff, Nova Jersey, Hogan jogou futebol americano e lacrosse na Ramapo High School. Ele foi o primeiro All-New de Nova Jersey em lacrosse e o primeiro All-State no futebol americano.

## Carreira na Faculdade

### Penn State
Hogan escolheu a bolsa de estudos de Penn State para jogar lacrosse no time chamado: Nittany Lions. Ele foi titular em todos os 13 jogos em sua temporada de calouro, marcando 11 gols, mas jogou em apenas três jogos no segundo ano devido a uma torção no tornozelo. 
Em 2009, Hogan marcou 29 gols em 133 arremessos e foi escolhido pro Primeiro-Time da All-ECAC, além de ter sido eleito capitão.
Ele se formou em 2010 com um ano de elegibilidade esportiva da faculdade restante.

### Monmouth
Aproveitando o ano de elegibilidade após a lesão no tornozelo de 2008, Hogan se matriculou na Universidade de Monmouth para jogar futebol americano no time chamado: Hawks. Ele imediatamente garantiu um lugar como recebedor e também jogou no cornerback devido a lesões e em todas as unidades especiais. 
Ele terminou sua carreira de futebol universitário de um ano com 12 recepções por 147 jardas e três touchdowns no ataque, e 28 tackles e três interceptações na defesa.

## Carreira Profissional
| 1.86 m                      | 100 kg | 4.50 s | 1.57 s | 2.63 s | 4.15 s | 6.75 s | 0,93 m | 3.20 m | 28 repetições |
| Todos os valores do Pro Day |        |        |        |        |        |        |        |        |               |

Fora sua velocidade, Hogan também é conhecido por sua força como um receptor de longa distancia. Em seu Pro Day, Hogan fez 28 repetições de 225 libras no supino. Centenas de receptores participaram do Combine de 2011 e nenhum igualou a marca de Hogan.

### San Francisco 49ers (2011)
Em 27 de julho de 2011, o San Francisco 49ers assinou com Hogan como um agente livre não-draftado mas em 3 de setembro de 2011, ele foi dispensado pelo 49ers.

### New York Giants (2011)
Em 12 de setembro de 2011, Hogan foi assinou com New York Giants e foi colocado no time de treinos mas em 23 de setembro de 2011, ele foi dispensado pelos Giants.

### Miami Dolphins (2011-2012)
Em 27 de dezembro de 2011, Hogan foi contratado pelo Miami Dolphins. Em 3 de janeiro de 2012, ele assinou um contrato de reserva mas em 11 de setembro de 2012, seu contrato foi encerrado pelos Dolphins.

### Buffalo Bills (2012-2015)

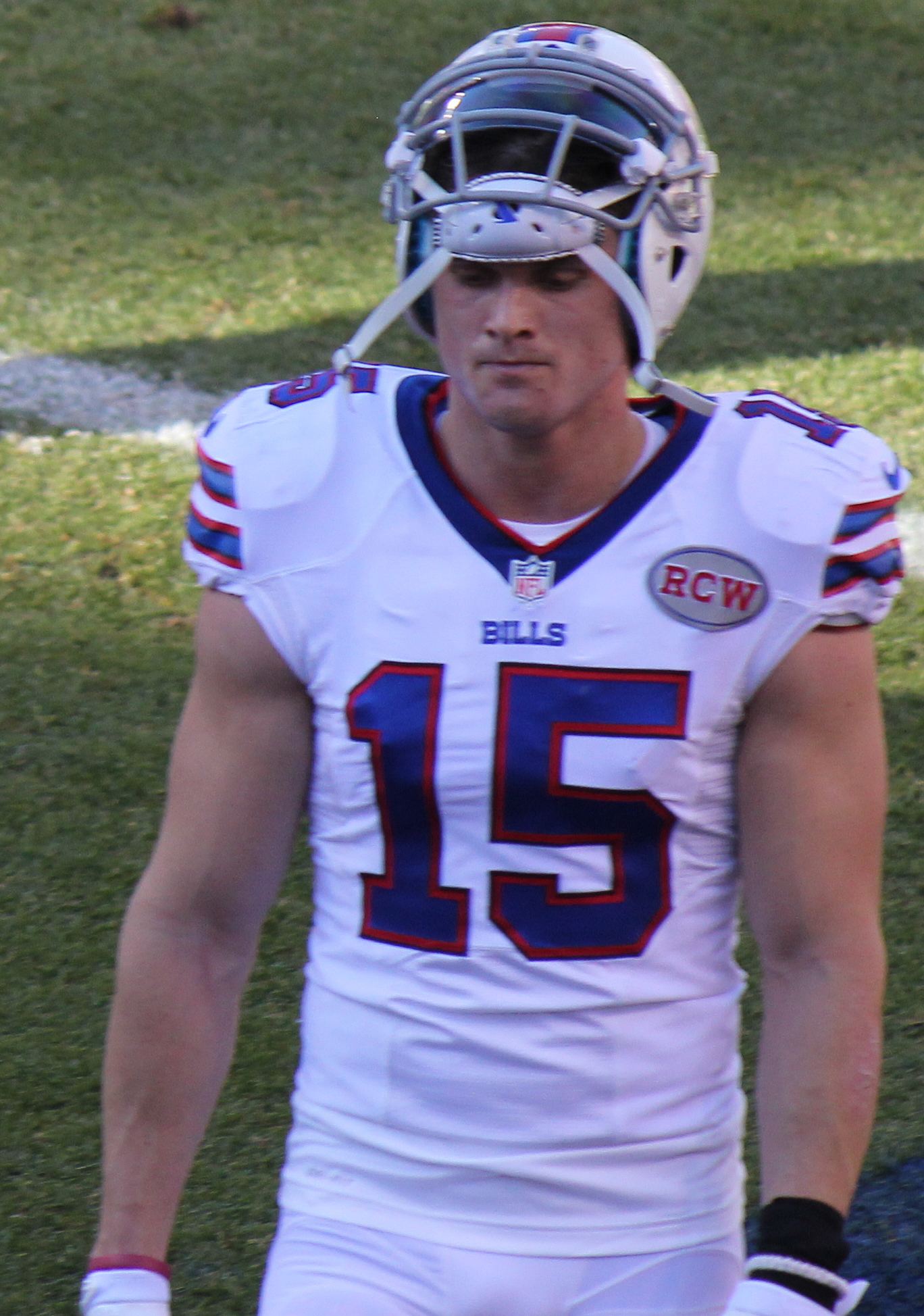
Hogan jogando no Buffalo Bills em 2014.

Em 6 de novembro de 2012, o Buffalo Bills assinou com Hogan para o seu time de treino. Em 18 de dezembro de 2012, Hogan foi promovido para a lista ativa. 

#### Temporada de 2014
Em 3 de outubro de 2013, ele teve sua primeira recepção na carreira contra o Cincinnati Bengals. Em 12 de outubro de 2014, Hogan teve seu primeiro touchdown da NFL em um passe de oito jardas do quarterback Kyle Orton. Durante a temporada, Hogan teve 41 recepções para 426 jardas e quatro touchdowns.

#### Temporada de 2015
Na temporada de 2015, Hogan jogou em todos os 16 jogos pelo Bills. Ele teve seu primeiro touchdown da temporada em uma vitória contra seu ex-time, o Miami Dolphins, e teve seu melhor jogo em um jogo do Monday Night Football contra o New England Patriots, pegando seis passes para 95 jardas. Na semana 5, contra o Tennessee Titans, Hogan fez seu primeiro passe na NFL, foi um passe de quatro jardas para o quarterback Tyrod Taylor. Hogan também teve sua primeira tentativa de corrida durante a temporada, que durou quatro jardas. 
Hogan terminou o ano com 36 recepções para 450 jardas e dois touchdowns.

### New England Patriots (2016–presente)

#### Temporada de 2016
Em 10 de março de 2016, Hogan, um agente livre restrito, assinou um contrato de três anos com o New England Patriots no valor de US $ 12 milhões, com US $ 7,5 milhões garantidos. O técnico Bill Belichick viu nele um grande potencial descrevendo Hogan como um jogador com uma incrível capacidade atlética.
Durante uma partida da semana 1 contra o Arizona Cardinals no NBC Sunday Night Football, Hogan marcou o primeiro touchdown da temporada em um passe de 37 jardas do quarterback Jimmy Garoppolo. Na semana 5 contra o Cleveland Browns, Hogan teve 114 jardas, desta vez com Tom Brady como seu quarterback. Na semana 12, contra o New York Jets, Hogan se tornou o terceiro wide receiver dos Patriots a tentar um passe; o passe de Hogan foi incompleto mas ele conseguiu uma penalidade de interferência de 31 jardas. Na semana 14, ele pegou um passe de 79 jardas contra o Baltimore Ravens, o mais longo de sua carreira (e o sétimo mais longo na NFL até a semana 14), nesse jogo ele teve 129 jardas em cinco recepções. 
Ele terminou a temporada com 38 recepções para 680 jardas e 4 touchdowns; suas 17,81 jardas por recepção ficaram atrás apenas de DeSean Jackson com 17,95. 
Na pós-temporada, Hogan teve 4 recepções para 95 jardas em uma vitória sobre o Houston Texans, seguido por nove recepções para 180 jardas e dois touchdowns na vitória na Final da AFC sobre o Pittsburgh Steelers. Este foi um recorde de playoff dos Patriots de mais jardas recebidas em um único jogo.
Em 5 de fevereiro de 2017, Hogan fez parte da equipe dos Patriots que ganhou o Super Bowl LI. No jogo, ele teve quatro recepções por 57 jardas quando os Patriots derrotaram o Atlanta Falcons por um placar de 34-28 na prorrogação.

#### Temporada de 2017
Na semana 2, contra o New Orleans Saints, Hogan teve cinco recepções para 78 jardas e seu primeiro touchdown da temporada de 2017. Além disso, ele recuperou um onside kick quarto quarto. Hogan teve cinco touchdowns em cinco jogos. 
Em 29 de outubro, contra o Los Angeles Chargers, Hogan machucou o ombro direito e teve que perder alguns jogos. Em 11 de dezembro, ele retornou e registrou uma recepção para cinco jardas em uma derrota por 27-20 para o Miami Dolphins no Monday Night Football. 
Hogan ajudou os Patriots a chegarem ao Super Bowl pela segunda temporada consecutiva depois de derrotar o Tennessee Titans e o Jacksonville Jaguars nos playoffs. No Super Bowl LII, Hogan teve 6 recepções para 128 jardas e marcou um touchdown de 4 jardas. Os Patriots perderam para o Philadelphia Eagles por 41-33.

#### Temporada de 2018
Na semana 2 contra o Jacksonville Jaguars, Hogan registrou seu segundo jogo na carreira com dois touchdowns na derrota por 31-20.

## Estatísticas da carreira

### Temporada Regular
| Ano   | Time  | JD | JT | Recebendo | Recebendo | Recebendo | Recebendo | Recebendo | Correndo | Correndo | Correndo | Correndo | Correndo | Fumbles | Fumbles  |
| Ano   | Time  | JD | JT | Rec       | Jardas    | Média     | Lng       | TD        | Ten      | Jardas   | Média    | Lng      | TD       | Fum     | Perdidos |
| ----- | ----- | -- | -- | --------- | --------- | --------- | --------- | --------- | -------- | -------- | -------- | -------- | -------- | ------- | -------- |
| 2013  | BUF   | 16 | 0  | 10        | 83        | 8,3       | 16        | 0         | --       | --       | --       | --       | --       | 0       | 0        |
| 2014  | BUF   | 16 | 2  | 41        | 426       | 10,4      | 31        | 4         | --       | --       | --       | --       | --       | 2       | 2        |
| 2015  | BUF   | 16 | 4  | 36        | 450       | 12,5      | 46        | 2         | 1        | 4        | 4,0      | 4        | 0        | 0       | 0        |
| 2016  | NE    | 15 | 14 | 38        | 680       | 17,9      | 79E       | 4         | 3        | 9        | 3.0      | 6        | 0        | 1       | 1        |
| 2017  | NE    | 9  | 7  | 34        | 439       | 12,9      | 47E       | 5         | 3        | 17       | 5,7      | 13       | 0        | 0       | 0        |
| 2018  | NE    | 16 | 7  | 35        | 532       | 15,2      | 63E       | 3         | 0        | 0        | 0        | 0        | 0        | 0       | 0        |
| Total | Total | 88 | 34 | 194       | 2 610     | 13,5      | 79        | 18        | 7        | 30       | 4,3      | 13       | 0        | 3       | 3        |

### Pós-Temporada
| Ano   | Time  | JD | JT | Recebendo | Recebendo | Recebendo | Recebendo | Recebendo | Correndo | Correndo | Correndo | Correndo | Correndo | Fumbles | Fumbles  |
| Ano   | Time  | JD | JT | Rec       | Jds       | Média     | Lng       | TD        | Ten      | Jds      | Média    | Lng      | TD       | Fum     | Perdidos |
| ----- | ----- | -- | -- | --------- | --------- | --------- | --------- | --------- | -------- | -------- | -------- | -------- | -------- | ------- | -------- |
| 2016  | NE    | 3  | 3  | 17        | 332       | 19,5      | 45        | 2         | 0        | 0        | 0,0      | 0        | 0        | 0       | 0        |
| 2017  | NE    | 3  | 2  | 9         | 152       | 16,9      | 43        | 2         | 1        | 4        | 4,0      | 4        | 0        | 0       | 0        |
| Total | Total | 6  | 5  | 26        | 484       | 18,6      | 45        | 4         | 1        | 4        | 4,0      | 4        | 0        | 0       | 0        |

### Recordes dos Patriots
- Mais jardas de recepção em um jogo de playoff (180, 22 de janeiro de 2017)

## Patrocínios
Em 2015, a Maximum Human Performance (MHP) anunciou a assinatura de Chris Hogan para um acordo de patrocínio.